# Phonic Corporation
Phonic Corporation – tajwańska spółka założona w 1977 roku, produkująca sprzęt muzyczny.

## Produkty
- miksery
- wzmacniacze elektroakustyczne
- wzmacniacze mocy
- powermiksery
- monitory odsłuchowe
- kolumny głośnikowe
- głośniki instalacyjne oraz kina domowego
- korektory graficzne
- kompresory
- przyrządy pomiarowe
- subwoofery